# كيلي أودونيل
كيلي أودونيل (بالإنجليزية: Kelly O'Donnell)‏ هي لاعبة كرة قدم أسترالية أسترالية، ولدت في 16 نوفمبر 1960.

## وصلات خارجية
- كيلي أودونيل على موقع AustralianFootball.com (الإنجليزية)
- كيلي أودونيل على موقع AFLtables.com (الإنجليزية)